# ドイツ合同福音ルター派教会

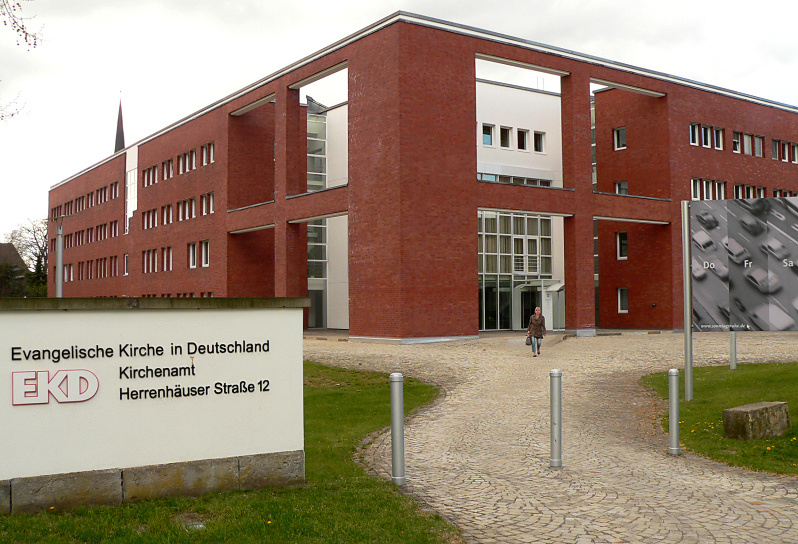
ドイツ合同福音ルター派教会 (VELKD)事務局はドイツ福音主義教会(EKD)ハノーファー本部に入っている

ドイツ合同福音ルター派教会（ドイツごうどうふくいんルターはきょうかい、ドイツ語: Vereinigte Evangelisch-Lutherische Kirche Deutschlands）は、ドイツにおける福音主義ルター派州教会による連合体である。

## ドイツ合同福音ルター派教会の歴史（VELKD）
第二次世界大戦後の1948年7月8日にテューリンゲン州 アイゼナハにルター派州教会が集まり、ドイツ合同福音ルター派教会 (VELKD)は設立された。さらに、1948年7月13日に教会規則も議決されている。ドイツ合同福音ルター派教会 (VELKD)という教派組織の設立は1945年のドイツ福音主義教会 (EKD)の発足と密接に関係している。ドイツ福音主義教会(EKD)が、ルター派、合同教会、改革派教会の教会連盟として特徴を持ちながら一つの教会を目指して発足した。これに対してルター派州教会は教派的信仰告白を持たないドイツ福音主義教会(EKD)だけではなく、ルター派信仰告白による一つの教会を求め、ドイツ合同福音ルター派教会 (VELKD)の結成に向かった。さらに、ルター派州教会側にはドイツ福音主義教会(EKD)が告白教会内急進派の強い影響を受けて発足したことにも不満があった。ナチスに対する教会闘争を担った告白教会において、二つの潮流が存在し対立していた。一つは古プロイセン合同福音主義教会を中心とする急進的な反ナチス路線を支持する マルティン・ニーメラー牧師、ルター派神学者ディートリヒ・ボンヘッファー、改革派神学者カール・バルトらに代表される流れであり、彼らは1934年10月のベルリン・ダーレムでの告白教会第2回全国総会の路線を支持していたのでダーレム主義者とも呼ばれていた。もう一つはルター派州教会を中心とするナチスには妥協的なルター派協議会が存在していた。ドイツ合同福音ルター派教会の（VELKD）設立時において、告白教会内における穏健派グループだったルター派協議会が重要な役割を果たしていた。
今日７つの州教会における教会約730万人を擁している。その目的はルター主義の一致を助け、保持することである。
加盟州教会における信仰告白の立場は、改変されていないアウクスブルク信仰告白とマルティン・ルターの小教理問答を少なくとも保持することである。
設立時の10の構成教会は、バイエルン、ブラウンシュヴァイク、ハノーファー、リューベック、メクレンブルク、ザクセン、シャウムブルク＝リッペ、シュレスヴッヒ＝ホルンシュタイン、ハンブルク、テューリンゲンであった。当時のドイツにおいて、ドイツ合同福音ルター派教会に加盟していないオルデンブルク、ヴュルテンブルク、オイティンの３つのルター派州教会があった。
設立当初はドイツ福音主義教会(EKD)との間に緊張関係もあったが、現在は密接な協調関係が確立しており、両者の関係は改善している。ドイツ合同福音ルター派教会 (VELKD)加盟州教会は同時にドイツ福音主義教会(EKD)にも加盟しており、合同教会等の他の州教会と共に活動をしている。
ドイツ合同福音ルター派教会はハノーファーのドイツ福音主義教会(EKD)本部会館内に事務局置いており、そのトップに事務局長（現在、 ステファン・シェイデ博士）を置いている。ここで、ドイツ合同福音ルター派教会（VELKD）とルター派世界連盟ドイツ国内委員会の指導委員会の職務が行われている。ルター派世界連盟ドイツ国内委員会委員長は最高評議会員ノルベルト・デネッケである。
ドイツ合同福音ルター派教会（VELKD）に対をなす組織として、合同派州教会の集まった福音主義合同教会（UEK）が2003年6月1日に設立されている。その時点で、福音合同教会（EKU）とアーノルズハイン協議会は福音主義合同教会（UEK）吸収された。

## ドイツ合同福音ルター派教会 (VELKD)の加盟教会
- バイエルン福音ルター派教会
- ブラウンシュヴァイク福音ルター派州教会
- ハノーファー福音ルター派州教会
- 中部ドイツ福音主義教会
- 北ドイツ福音ルター派教会
- ザクセン福音ルター派州教会
- シャウムブルク＝リッペ福音ルター派州教会

ドイツ合同福音ルター派教会（VELKD）の設立当初から加盟していた10の州教会の中から、1977年に3つの加盟教会が統合された。詳しく言うと、ハンブルク州福音ルター派教会、リューベック福音ルター派教会、シュレスヴッヒ‐ホルンシュタイン福音ルター派教会とドイツ合同福音ルター派教会（VELKD）の非加盟州教会であったオイティン福音ルター派教会がノルトエルビエン福音ルター派教会に統合されたのである。この統合によって、構成州教会が８つに減少した。オルデンブルク福音ルター派教会とヴュルテンベルク福音主義州教会はドイツ合同福音ルター派教会（VELKD）に加盟せずに、客員資格を持つルター派州教会として存在している。
2012年5月27日に、ノルトエルビエン福音ルター派教会 (NEK)、メクレンブルク福音ルター派州教会 (ELLM)、さらに、合同派州教会であるポンメルン福音主義教会 (PEK)の統合によって、北ドイツ福音ルター派教会が設立された。この州教会の統合後、加盟教会数は7になった。
ドイツ福音主義教会(EKD)と福音主義合同教会（UEK）に加盟しているリッペ州教会は通常改革派州教会と見なされているが、少数のルター派教会共同体が存在しており、州教会内で独自のルター派教区を形成している。このリッペ州教会ルター派教区はドイツ合同福音ルター派教会（VELKD）非加盟のまま、ルター派世界連盟ドイツ国内委員会（DNK/LWB）に加盟している。
さらに、ドイツ合同福音ルター派教会（VELKD）非加盟のオルデンブルク福音ルター派教会、ヴュルテンベルク福音主義州教会、バーデン福音ルター派教会も、ドイツ合同福音ルター派教会（VELKD）加盟州教会と共に、ルター派世界連盟ドイツ国内委員会（DNK/LWB）に加盟している。ルター派世界連盟ドイツ国内委員会（DNK/LWB）は公法上の独立した法人であるが、ドイツ合同福音ルター派教会（VELKD）の事務局とは密接に結びついている。
さらに、ドイツには独立した複数のルター派教会が存在している。これらのルター派自由教会は神学的な違いで、ドイツ合同福音ルター派教会（VELKD）に加盟していない。
- シュレスヴィヒ・デンマーク人教会（DKS）
- バーデン福音ルター派教会(ELKiB)（バーデン福音主義州教会とは性格が全く異なる自由教会である）
- 福音ルター派自由教会(ELFK)
- 独立福音ルター派教会(SELK)

独立福音ルター派教会（SELK）は1972年に多くのルター派自由教会を統合して成立した。独立福音ルター派教会（SELK）はルター派世界連盟ドイツ国内委員会（DNK/LWB）には加盟していない。しかしながら、独立福音ルター派教会(SELK)とドイツ合同福音ルター派教会（VELKD） の間で定期的な協議が行われている。

## 課せられている職務と指導部
ドイツ合同福音ルター派教会（VELKD）における重要事項は神学的な働き、礼拝、共同体形成、教会一致運動である。
ドイツ合同福音ルター派教会（VELKD）の指導部は、教会常議員会（Kirchenleitung）と監督会議（Bischofskonferenz）である。そこのトップとして指導監督がおり、教会総会（Generalsynode）も指導する。ドイツ合同福音ルター派教会（VELKD）に託されている諸課題に関して、その3つの委員会は責任を有している。

## 教会常議員会
教会常議員会（Kirchenleitung）は指導監督が選出されて成立する。指導監督が常議員会の長になり、次席監督、さらに監督会議のメンバーも教会常議員会に入る。加えて、教会総会（Generalsynode）の議長がおり、監督会議（Bischofskonferenz）のメンバーと指導監督、次席監督で合わせて9人が全体総会で選ばれる。
教会常議員会（Kirchenleitung）は年に6回会議を開く。
指導監督(LeitendeBischof) は教会総会（Generalsynode）の代議員から選出される。３年の任期で、再選も可能である。指導監督はドイツ合同福音ルター派教会（VELKD）の最上位牧師であり、その職務はドイツ合同福音ルター派教会（VELKD）の加盟諸教会での講壇で説教することであり、監督教書を配布することである。加えて、指導監督はルター派世界連盟ドイツ国内委員会（DNK/LWB）の代表も務める。

## ドイツ合同福音ルター派教会(VELKD)の歴代指導監督
- 1948-1949:ヴィルヘルム・ヘンケ、シャウムブルク・リッペ州教会監督、ヴィルヘルム・ヘンケはVELKD（ドイツ合同福音ルター派教会）の設立に立ち会った。この設立時から、指導監督の職を担当した。
- 1949-1955:ハンス・マイザー、バイエルン州教会監督
- 1955-1969:ヨハネス・リリエ、ハノーファー州教会監督
- 1969-1975:ハンス・オットー・ヴェルバー、ハンブルク州教会監督
- 1975-1978:エドアルト・ローゼ、ハノーファー州教会監督
- 1978-1981:ゲルハルト・ハインツェ、ブラウンシュヴァイク州教会監督
- 1981-1990:カールハンツ・ストール、シュレスヴィヒ州教会監督
- 1990-1993:ゲルハルト・ミューラー、ブラウンシュヴァイク州教会監督
- 1993-1999:ホルスト・ヒルシャー、ハノーファー州教会監督
- 1999-2005:ハンス＝クリスチャン・クヌート、シュレスヴィヒ州教会監督
- 2005-2011:ヨハネス・フリードリッヒ、バイエルン州教会監督
- 2011-2018:ゲルハルト・ウルリヒ、北ドイツ福音ルター派教会監督
- 2018-    :ラルフ・マイスター、ハノーファー福音ルター派州教会 監督 [4]

ドイツ連邦共和国（西ドイツ）、ドイツ民主共和国（東ドイツ）に分かれていても、ルター派州教会は共にドイツ合同福音ルター派教会(VELKD)に属していた。1960年代の終わり、同じ職務を満たすことが恒常的に難しくなった。そのことから、DDR（ドイツ民主共和国）地域にあったドイツ合同福音ルター派教会（VELKD）に属していたルター派教会が、独自の指導監督を持った東部地区を形成した。1991年、東部地区と西部地区は再び統合された。
東部地区（旧東独）の指導監督は以下である。
- 1968-1971:ニークロート・ベステ博士、メクレンブルク州教会監督
- 1971-1978:インゴ・ブレックリン、テューリンゲン州教会監督
- 1979-1981:ハインリッヒ・ラーテケ、メクレンブルク州教会監督
- 1981-1986:ヨハネス・ヘンペル、ザクセン州教会監督
- 1986-1991:ヴェルナー・ライヒ、テューリンゲン州教会監督

## 監督会議（Bischofskonferenz）
ドイツ合同福音ルター派教会（VELKD）における監督会議は16人のメンバーから構成されている。そこには、ドイツ合同福音ルター派教会（VELKD）の監督たちが属しており、および別に任命された5人の教会指導部局のメンバーがいる。監督会議の議長はドイツ合同福音ルター派教会（VELKD）指導監督が務める。
監督会議は年に2度招集される。その職務は特に、教会法、礼拝、法的効力に関する通達に関しての決定である。

## 教会総会
教会総会はドイツ合同福音ルター派教会 (VELKD)の立法機関である。6年ごとに改選され、通例、1年に一度、定例会議が招集される。全体総会は50人の代議員によって成立する。このうち、ドイツ合同福音ルター派教会（VELKD）加盟州教会総会から選ばれるのは38人、他の12人指導監督から任命される。現在、ドイツ合同福音ルター派教会（VELKD)総会代議員はドイツ福音主義教会(EKD)総会代議員を兼任するようになっている。そのため、ドイツ合同福音ルター派教会（VELKD)総会はドイツ福音主義教会(EKD)総会と同じ会場でほぼ同時期に開催されている。
教会総会のトップとして、議長が置かれる。議員たちが最初に取り組むのが、議長選出である。現議長はマティアス・カンネンギーサーである。

## ドイツ合同福音ルター派教会(VELKD)事務局
ルター派教会事務局（2006年12月31日迄）、ドイツ合同福音ルター派教会(VELKD)事務局（2007年1月1日以降）はハノーファーに置かれている。なお、このハノーファーのドイツ合同福音ルター派教会(VELKD)事務局はドイツ福音主義教会(EKD)本部内に置かれており、両者は密接な関係を持って運営されている。ドイツ合同福音ルター派教会(VELKD)事務局長ステファン・シェイデはドイツ福音主義教会(EKD)副事務局長を兼任している。
- 事務局長/ 支配人:　 ステファン・シェイデ博士

ドイツ合同福音ルター派教会(VELKD)事務局のドイツ福音主義教会(EKD)事務局への統合案が、2016年11月、マグデブルクで開催されたドイツ合同福音ルター派教会総会で提案され承認された。この教会総会における賛成は37票であり、反対は7票、棄権は3票だった。同時に開催された合同教会側の福音主義合同教会（UEK）総会では事務局統合案は全会一致で承認を得ていた。